# Weilerbach
Weilerbach település Németországban, Rajna-vidék-Pfalz tartományban. Lakosainak száma 4893 fő (2023. december 31.).

## Népesség
A település népességének változása:
| Lakosok száma | 2974 | 4644 | 4752 | 4818 | 4898 | 4893 |
|               | 1975 | 2017 | 2019 | 2021 | 2022 | 2023 |